# Bugatti Tipo 252
La Bugatti Tipo 252, chiamata anche Type 252, è un prototipo sviluppato tra il 1957 ed il 1962 dalla casa automobilistica francese Bugatti. 
La vettura non è mai andata oltre la fase prototipale. L'unico esemplare prodotto dell'auto è custodito all'ingrosso del museo Cité de l'Automobile a Mulhouse in Francia.

## Storia
Sviluppata tra il 1957 e il 1962, la Bugatti Type 252 è stata l'ultima vettura proposta dal marchio Bugatti prima di essere venduta alla Hispano-Suiza nel 1963. La Bugatti Type 252 è il risultato di uno studio di una vettura sportiva di medie dimensioni condotto da Roland Bugatti su disegno e progetto del designer italiano Giovanni Michelotti. La vettura venne proposta a più investitori, ma non ricevette mai nessun finanziamento per poter essere prodotta in serie e rimase quindi allo stadio prototipale. 
La 252 è alimentata da un motore a 4 cilindri in linea da 1,5 litri con doppio albero a camme in testa e utilizza sospensioni con montante MacPherson sia all'anteriori che al posteriore. Durante lo sviluppo, l'auto subì numerosi problemi al motore e durante i test drive, il pilota collaudatore Pierre Macoin si ritrovò spesso in panne. Per evitare qualsiasi pubblicità indesiderata e negativa, Bugatti decise che di utilizzare il motore del prototipo sotto il cofano della berlina Bugatti Tipo 73. Successivamente, tuttavia, sia il motore che il telaio della Tipo 252 furono ridisegnati. I lavori per l'affinamento e la creazione delle sospensione iniziarono nell'agosto 1959 e furono completati nel 1962, ma il progetto venne poco dopo abbandonato.